# Josep Argelaguet Abadal
Josep Argelaguet Abadal (Barrio de Sants, Barcelona; 1936), Girona 2022, fue un empresario e inventor español. Estudió Peritaje Industrial en la Escuela Industrial de Barcelona, vive en Gerona desde el año 1976 donde ha ocupado cargos en diferentes organizaciones empresariales, actualmente colabora en diferentes programas de radio y publica artículos en prensa. Su pasión por la pesca que practica desde hace muchos años en el puerto de Palamós, le ha hecho impulsar el proyecto “Niño, niña Palamós te enseña a pescar", para que los más pequeños aprendan a pescar.

## Empresario
A los 26 crea su propia empresa Ressorts i Molles Barcino SA, en un pequeño local de Cornellá de Llobregat (Barcelona). Más tarde traslada el negocio que había iniciado con la ayuda de su madre y su esposa, a la Calle Cerdeña de Barcelona hasta que en 1967 establece la empresa en el barrio de Sants, donde había nacido, allí conjuntamente con su cuñado y unos pocos trabajadores hacen que el pequeño proyecto empresarial vaya creciendo. 
En 1976 un nuevo traslado les lleva a su actual ubicación en el Polígono Mas Aliu en la localidad gerundense de Aiguaviva donde continua el crecimiento y se convierte en lo que es ahora, una empresa referencia en su sector " la cual no fabrica muelles" , todo se fabrica en unas empresas ajena a ellos llamada  Muelles Crom ,  https://www.muellescrom.es/es/  , otro de su principal fabricante es la reconocida empresa llamada  Muellexpress ubicada en la Rioja. https://www.muellexpresssl.es/es/
Desde su llegada a Gerona combina la dirección de su empresa con los cargos que ocupa en diferentes organizaciones empresariales. A lo largo de su trayectoria recibe reconocimientos varios por su gestión que le animan a seguir en esta faceta de compromiso sociopolítico. Fue uno de los socios fundadores de UCPAN (Unión Catalana de Prevención de Accidentes de Niños), Presidente de la Comisión de Comercio de Gerona en la Cámara de Comercio de Perpiñán, Presidente Fundador de la Organización de Consumidores y Usuarios de Cataluña (OCUC); también ha sido Presidente de la Federación de Gerona de Empresas del Metal (FEGMETALL) y de la FOEG (Federación de Organizaciones Empresariales de Gerona), Vocal de la Comisión de Equipamientos Comerciales de Cataluña, Miembro del Comité Ejecutivo de AMEC (Associació Multisectorial de Exportadors de Catalunya), Vicepresidente de la Cámara de Comercio Industria y Navegación de Gerona y Vicepresidente del "Gremio de Cerrajeros de Cataluña".

## Inventor
Cosultar OEPM

## Premios y menciones honoríficas
- En 1999 CECOT, patronal de Tarrasa, le concede la máxima valoración de líder de la FOEG.
- Medalla de oro en la Feria Inpex de Pittsburg, en el año 2005 por la Roda Flex.
- Medalla de plata del Jurado en la Feria de Inventos Galáctica de Villanueva y Geltrú en 2005 por la Roda Flex.
- Medalla de plata por la Roda Flex en el año 2005 en la feria de inventores Eureka de Bruselas.
- Diploma de Honor de "El club de los Inventores".
- Premio como “Impulsor de Jóvenes empresarios” otorgado por AJEG en 2005.
- Medalla de plata por el Taco-Alcayata en el año 2006 en la Feria Galáctica de Villanueva y Geltrú.
- Mención de Honor en el año 2007 en Donostinvent, "I Salón Internacional de Inventos y Tecnología".
- Medalla President Macià en el año 2007, otorgada por la Generalidad de Cataluña, por toda una trayectoria laboral marcada por la voluntad de innovar.
- Premio  “Empresario del año” otorgado en 2008 por el "Gremio de Cerrajeros de Cataluña".
- Premio por el "Sujetalatas" en la “Feria de Inventos de Camargo” en el año 2008.